# Samuraj (film 1967)
Samuraj (fr. Le Samouraï) – film kryminalny neo-noir produkcji francusko-włoskiej z 1967 roku, w reżyserii Jean-Pierre Melville’a.

## Opis fabuły
Jef Costello jest płatnym zabójcą. Przeprowadza kolejny zamach: zapewniwszy sobie wiarygodne alibi, zabija wskazaną ofiarę. Zostaje zatrzymany jako podejrzany, ale udaje mu się odsunąć od siebie podejrzenia policji. Jednak zleceniodawcy, zamiast mu zapłacić, próbują go zabić, a policja zaczyna go osaczać. Kluczem do rozwiązania problemów Costella jest odpowiedź na pytanie, dlaczego osoba, która mogła go zdemaskować przed policją, wybrała milczenie.
Samuraj to sztandarowy przykład francuskiego filmu kryminalnego lat 60. i 70. ubiegłego stulecia. Wyróżnia się nie tylko aktorstwem i trzymającą w napięciu fabułą. Jego cechą jest przeniesienie ciężaru fabuły z kryminalnej rozgrywki na starcie charakterologiczne postaci.
Film Melville’a rozgrywa się w trójkącie: płatny zabójca, któremu z czasem kibicuje widz – policjant, który stoi na straży prawa, ale w walce z przestępcami musi stosować metody brutalne, przez co staje się postacią antypatyczną i – femme fatale, czyli enigmatyczna pianistka z nocnego klubu, która dziwi się wypraniu z emocji Costella, ale nie ma skrupułów, by z niej korzystać.
Sposób interpretacji filmu sugerować może motto, zaczerpnięte z bushidō, kodeksu etycznego japońskich samurajów: „Nie ma większej samotności, niż samotność samuraja, chyba że ta tygrysa w dżungli”. Samuraj miałby więc być nie tylko kryminałem, ale i przewrotną opowieścią o samotności w dorosłym życiu, które polega na odpowiedzialności za swoje czyny i ponoszeniu ich konsekwencji.

## Obsada
- Alain Delon – Jef Costello
- François Périer – komisarz
- Cathy Rosier[c] – pianistka
- Nathalie Delon – Jane Lagrange
- Jean-Pierre Posier – Olivier Rey
- Robert Favart – barman
- Jacques Leroy – płatny zabójca
- Michel Boisrond – Wiener